# Голоби (станція)
Голóби — вузлова проміжна вузлова залізнична станція Рівненської дирекції Львівської залізниці.
Розташована у смт Голоби Ковельського району Волинської області на перетині двох ліній Здолбунів — Ковель та Голоби — Радошин між станціями Переспа (15 км) та Любитів (16 км).
Від станції відгалужена залізнична лінія довжиною 12 км до станції Радошин та Радошинського піщаного кар'єру (лише вантажний рух).

## Історія
Станцію було відкрито у 1873 році під такою ж назвою при будівництві залізниці Здолбунів — Ковель. Назву отримала від однойменного селища Голоби, яке вперше згадується в середині XVI століття. За народними переказами, село належало жорстокому поміщикові, який наказував непокірним селянам вистригати волосся (голити лоб). Від цих селян і назвали село Головлобами, а потім Голоби.
Раніше існувала як проміжна, з 1952 року, після відкриття залізничної лінії на Радошин є вузловою.
У 2001 році станція електрифікована в складі лінії Рівне — Ковель.
На станції Голоби зупиняються пасажирські потяги далекого сполучення та приміські електропоїзди.